# Ángel Franco Martínez
Ángel Franco Martínez (Murcia, 31 de octubre de 1938 - 3 de febrero de 2024) fue un árbitro español de fútbol, que actuó entre 1969 hasta 1986. Ostentó el cargo de vicepresidente del Comité Técnico de Árbitros hasta 2018.

## Trayectoria
Su actuación en las competiciones más importantes:
- Copa del mundo de fútbol sub-20 años 1977 (3 partidos)
- Copa del Rey de fútbol 1977-78 (final)
- Copa Mundial de Fútbol de 1978 (2 partidos)
- Copa de España de fútbol 1979-1980 (final)
- Copa de España de fútbol 1983-1984 (final)

### Dos apellidos
Ascendió rápidamente de las divisiones inferiores durante la década de los 60, cuando a la mayor parte de los árbitros españoles aún se les conocía por su primer apellido, y en ocasiones también por el nombre. La aparición de un joven colegiado, en los periódicos, de apellido Franco dio lugar a crónicas y titulares que al caudillo, reconocido futbolero, no le hacían ninguna gracia. 

Franco es muy malo. Franco se cargó el partido. Todos culpan a Franco.
Diferentes periódicos

 Este tipo de comentarios facilitaban las críticas hacia el dictador por parte de los algunos de la época (o al menos así podía entenderse), lo que provocó la inmediata reacción del dictador, que instó a los estamentos arbitrales y a los medios de comunicación a designar a los árbitros por los dos apellidos, sin excepción. Por lo tanto, actualmente se conoce a los árbitros españoles con sus dos apellidos, paterno y materno, a diferencia de los del resto del países que se les nombra con su nombre y primer apellido.

## Temporadas
| Categoría        | País   | Año       |
| ---------------- | ------ | --------- |
| Segunda División | España | 1966-1969 |
| Primera División | España | 1969-1986 |